# Bratřínov
Bratřínov település Csehországban, Nyugat-prágai járásban. Bratřínov Slapy, Bojanovice és Čisovice településekkel határos. Lakosainak száma 203 fő (2024. január 1.).

## Népesség
A település lakosságának változását az alábbi diagram mutatja:
| Lakosok száma | 200  | 217  | 169  | 132  | 100  | 108  | 188  | 198  | 198  | 203  |
|               | 1869 | 1890 | 1921 | 1950 | 1980 | 2001 | 2017 | 2019 | 2022 | 2024 |